# Brancardier
Brancardierul este responsabil pentru transportul pacienților sau victimelor (bolnavi sau răniți) într-un loc sigur, chiar și astăzi într-o unitate de îngrijire sau în caz de accident, dezastru sau câmp de luptă, la structura de îngrijire. În funcție de situație și de ore, pot utiliza brancarda, o targă, diferite dispozitive de transport de la mai rudimentare la mai sofisticate.